# Mercenari (pel·lícula de 1996)
Mercenari (títol original en anglès, Mercenary) és una pel·lícula d'acció estatunidenca de 1996. S'ha doblat al català.

## Sinopsi
L'esposa de l'empresari Jonas Ambler mor en una sagnant carnisseria organitzada pel terrorista internacional Phoenix. El milionari, que miraculosament sobreviu, anhela venjança i contracta el capità del Falcó, l'únic que és capaç de fer front a en Phoenix, per tal d'anar amb ell a l'amagatall mateix del terrorista.

## Repartiment
- Olivier Gruner — capità Karl "Hawk" May
- John Ritter — Jonas Ambler
- Robert Culp — McClean
- Ed Lauter —Jack Cochran
- Michael Zelnicker —Alan Bailey
- Martin Kove — Phoenix
- Lara Harris — Joanna Ambler
- Lindsey Ginter — Klinge
- Nils Allen Stewart — Dave
- Michael Reid Davis — Hendrix
- Duke Valenti — cap dels bandits
- Kevin Knotts — un cambrer